# Anne Robert Jacques Turgot
Anne Robert Jacques Turgot, (Pariz, 10. svibnja 1727. - Pariz, 18. ožujka 1781.), francuski ekonomist, političar te glasnogovornik i fiziokrat. Kao istaknuti enciklopedist je napisao mnogobrojne članke za Enciklopediju Denisa Diderota.

## Život
Robert Jacques Turgot se rodio 10. svibnja 1727. godine kao najmlađi sin Michela-Étiennea Turgota, koji je bio gradonačelnik Pariza od 1729. sve do 1740. godine. Robert Turgot je od 1749. pohađao studij teologije na Sorbonnei, visokom sveučilištu u Parizu. No godinu dana kasnije je napustio sveučilište i odrekao se svećeničkog života. Kad je završio studij prava, radio je kao zamjenik tužioca i kao savjetnik pariškog parlamenta. Napisao je Pismo o toleranciji gdje se borio protiv nejednakosti u vjeri i zalagao za vjersku snošljivost. Godine 1766. je napisao svoje glavno djelo Razmišljanja o stvaranju i podjeli bogatstva. To djelo je bilo jedno od prvih rasprava u kojoj su iznošena načela o modernoj političkoj ekonomiji. Francuski kralj Luj XVI. ga je 1774. godine proglasio ministrom financija. Robert Turgot je bio podložan liberalnim promjenama; želio je spasiti Francusku od financijskog bankrota. Zato je uveo brojne političke, financijske i gospodarske reforme kojima su se protivili prvi i drugi stalež : slobodna trgovina žitom, smanjenje poreza na uvoz namirnica u gradove, naplaćivanje poreza svim trima staležima, uvođenje državne potpore najsiromašnijem sloju, ukidanje plemićkih povlastica itd. 
Sve njegove reforme su razljutile prva dva staleža jer su imale brojne povlastice i nisu morali plaćat porez. Zbog toga su ti povlašteni staleži uspjeli nagovoriti naivnog Luja XVI. da ga smjeni. Godine 1776. je kralj otpustio Turgota i ukinuo sve njegove reforme. No odluka da otpusti ministra financija, (koji je bio omiljen među narodom), se pokazalo fatalnom greškom. Ukinuće Turgotovih reformi će se pokazat kao jedan od uzroka Francuske revolucije koje će započet jedno desetljeće kasnije. Robert Jacques Turgot je umro prirodnom smrću 18. ožujka 1781. u Parizu.

## Važna djela
- Vrijednosti i novci, 1769.
- Pisma o slobodi trgovine žitom, 1770.